# Orrore sull'isola
Orrore sull'isola (Pig Island) è un libro di Mo Hayder del 2006. Fonde caratteristiche del romanzo poliziesco con quelle dell'orrore.

## Trama
Joe Oeksy è un giornalista famoso per la sua abilità nello smontare vicende soprannaturali legate soprattutto ai cosiddetti "santoni". Dopo l'apparizione di un filmato amatoriale che per qualche istante mostra una figura in lontananza con fattezze umane ma con una coda demoniaca sulla cosiddetta Isola dei porci in Scozia, Joe riceve da parte del nuovo leader della setta locale l'invito a visitare la loro comunità e a scrivere un articolo sulla loro religione.